# Messe Nr. 6 (Schubert)
Die Messe Nr. 6 in Es-Dur D 950 ist eine Komposition des österreichischen Komponisten Franz Schubert. Er komponierte in seinem Leben zahlreiche geistliche Werke, erste liturgische Gesänge bereits mit 12 Jahren. Unter diesen geistlichen Werken befinden sich auch sechs lateinische Messen. Er ist damit der erste große Messkomponist, der in der „bürgerlichen Tradition“ steht, das heißt, seine Messen nicht mehr nur für den Gebrauch bei Hofe schrieb, sondern für die Aufführung in Gemeindekirchen durch den Kirchenchor.
Nach den ersten vier kleineren Messen verfasste Schubert zwei groß angelegte Messen, in As-Dur und in Es-Dur.

## Entstehung, Aufführung, Rezeption
Die Es-Dur-Messe entstand im Juni und Juli des letzten Lebensjahres Schuberts (1828). Wie viele andere seiner großen Spätwerke (z. B. die C-Dur-Sinfonie) hat Schubert sie nie gehört. Die Uraufführung fand am 4. Oktober 1829 in der Pfarrkirche „Heilige Dreifaltigkeit“ in Wien-Alsergrund statt, in der Schuberts Freund Michael Leitermayer (1799–1867) Chorregent war. Das Dirigat hatte Ferdinand Schubert. Laut Otto Erich Deutsch studierte Leitermayer das Werk ein. Am 4. Oktober war gleichzeitig der Namenstag des Kaisers, das Fest der Minoriten-Brüder und das einjährige Bestehen des Kirchenmusik-Vereines der Pfarre. Den Verein hatte Leitermayer gegründet und in Folge entstand eine explizite Schubert-Pflege rund um die Alserkirche. Das Publikum fand großen Gefallen an der Messe und sie wurde mehrmals wiederholt, geriet danach jedoch bald in Vergessenheit.
Dem Einsatz von Johannes Brahms ist es zu verdanken, dass das Werk 1865 in Leipzig im Druck erscheinen konnte. Brahms fertigte auch selbst den für die Einstudierung des Werkes notwendigen Klavierauszug an. Dem Erstdruck folgte 1866 ein harscher, von klassizistischer Musikanschauung geprägter Verriss in der Leipziger Allgemeinen musikalischen Zeitung, der verdeutlicht, wie sehr Schubert mit dem Werk kompositorisches Neuland betrat und sich von den Konventionen seiner Zeit löste.

## Das Werk

### Besetzung
Die Es-Dur-Messe ist Schuberts längste und größte Messe, auch was die Besetzung betrifft. So tritt zu den üblichen vier Vokalsolisten ein zweiter Tenor hinzu, außerdem verlangt Schubert neben den üblichen Streichern je zwei Oboen, Klarinetten und Fagotte, sowie 2 Hörner, 2 Trompeten, 3 Posaunen und Pauken. Es wechseln während des gesamten Werkes immer wieder homophone mit polyphonen Abschnitten, oft gibt es Zwischenspiele und ein großes Gewicht liegt auf den Fugen im Gloria und im Credo. Die Messe dauert ca. 55 Minuten.

### Kyrie
Das Kyrie steht in Es-Dur, 3/4 Takt, und ist als ein ganzes, großes dreiteiliges Stück komponiert. Im ersten Abschnitt herrschen sehr ruhige Bewegungen vor, die kürzeste Einheit sind Achteln, nur der Bass bringt eine interessante rhythmische Bewegungsfigur. Im zweiten Abschnitt ändert sich die Stimmung und auch die Bewegung, nun spielen die Streicher in Triolen und der melodische und gleichermaßen dynamische Höhepunkt wird erreicht, danach folgt die Reprise des ersten Abschnitts.

### Gloria
Das Gloria steht in B-Dur und ist ebenfalls dreiteilig, allerdings mit einem Taktwechsel vor dem Domine Deus, von 4/4 Allegro moderato e maestoso zu 3/4 Andante con moto. Der Chor beginnt a cappella und moduliert von B-Dur innerhalb von 3 Takten nach G-Dur und dann nach F-Dur (Dominante). Dann beginnt ein polyphoner Abschnitt, ehe in Takt 20 wieder ein homophoner Satz auftritt, ohne Verwendung der Streicher. Dieses Prinzip behält Schubert für den ganzen ersten Abschnitt und auch für die Reprise desselben bei. Sehr aufwühlend erscheint das Domine Deus in g-Moll, 3/4-Takt. Es beginnt im Fortissimo mit Verwendung der Posaunen. Die Reprise beginnt gleich wie der erste Abschnitt, nun zu den Worten „Quoniam tu solus sanctus“, und in Takt 260 beginnt im Moderato, Allabreve-Takt, die große Fuge zu den Worten „Cum sancto spiritu in Gloria Dei patris. Amen.“. Diese Fuge ist ganze 204 Takte lang und voll von reicher Chromatik.

### Credo
Noch länger als das Gloria dauert das Credo, wieder ist der Satz dreiteilig, mit einem Taktwechsel von Moderato, Alla Breve, zu Andante, 12/8. Der Satz steht in Es-Dur und beginnt im Pianissimo mit einem Paukensolo. Wie im Gloria wechseln ständig polyphone und homophone Anschnitte. Das „Et incarnatus est“ ist ein Terzett für zwei Tenöre und Sopran in As-Dur und mündet in das „Crucifixus“, in dem wieder der Chor zum Einsatz kommt. Diese beiden Abschnitte werden wiederholt, was auch für Kritik sorgte, denn nach dem „Crucifixus“ hat das „Resurrexit“ zu folgen, so meinen Musikkritiker. Mit dem „Resurrexit“ beginnt dann allerdings die Reprise. Die Fuge (ohne Taktwechsel erreicht) auf den Text „Et vitam venturi saeculi“ (etwa: „und ein ewiges Leben“) dauert nun gar 224 Takte. Sie ist eine der längsten Fugen in der klassischen und romantischen Messkomposition.

### Sanctus
Das Sanctus, Adagio, 4/4 Takt, ist einer der interessantesten Schubertschen Sätze. Nicht als kolossalen Lobgesang Gottes, sondern als demütiges Gebet versteht Schubert den Text. Der Satz beginnt mit einem Tremolo-Es der Streicher und bäumt sich dreimal vom Pianissimo zum Fortissimo auf, moduliert von Es-Dur über h-Moll und g-Moll nach es-Moll und findet über Ces-Dur und F-Dur zur Dominante B-Dur. Danach beginnt ein 4-taktiges kurzes Fugato zu den Worten „Pleni sunt coeli...“. Das ganze wird in leicht gerafftem Taktmaß wiederholt (wobei das Fugato anders moduliert), ehe das Osanna einsetzt, eine kurze Fuge in Es-Dur, 2/4 Takt.

### Benedictus
In As-Dur steht das Benedictus, Andante, Allabreve. Hier haben wieder die Solisten ihren Auftritt. Der Satz klingt nicht, wie die meisten Vertonungen des Benedictus, lieblich und unbekümmert, es liegt etwas Warnendes darüber. Abgeschlossen wird auch dieser Satz mit dem Osanna.

### Agnus Dei
Als Grundlage für das Agnus Dei, Andante con moto, 3/4 Takt, c-Moll, diente das Lied „Der Doppelgänger“ aus dem „Schwanengesang“. Das bedrohliche Viertonmotiv wird immer wieder von irgendeiner Stimme intoniert, es ist der polyphonste aller Sätze dieser Messe und auch der mit der reichsten Orchestrierung. Wie eine Erlösung aus der Düsternis des Satzes wirkt das anschließende „Dona nobis pacem“, Es-Dur, Andante, Allabreve. Die wellenden Streicherbewegungen und der homophone Satz wirken freudig erregt und gespannt. Nach einer kurzen Episode des Agnus Dei endet die Messe ruhig.